# Вилапиана
Вилапиа̀на (на италиански: Villapiana, на местен диалект Veddapiène, Ведапиене) е градче и община в Южна Италия, провинция Козенца, регион Калабрия. Разположено е на 206 m надморска височина. Населението на общината е 5187 души (към 2013 г.).